# Lasiocroton gracilis
Lasiocroton gracilis är en törelväxtart som beskrevs av Nathaniel Lord Britton och Percy Wilson. Lasiocroton gracilis ingår i släktet Lasiocroton och familjen törelväxter. Inga underarter finns listade i Catalogue of Life.